# 紐約市政府
紐約市政府依據紐約市憲章建立，屬於強市长-议会制政府。紐約市市長由選舉產生，任期4年，負責該市行政。紐約市議會屬一院制議會，議員由各選區選舉產生，每個選區各自選出一名議員，共51名，一般任期為4年。法院系統包括2個市法院和3個州法院。
紐約市政府有325,000名職員 ，除了加利福尼亞州、德克薩斯州、紐約州外的州，紐約市政府職員數量多於美國的任何其他城市，該市事權統一的程度，超過大部分其他城市。負責教育、懲戒機構、圖書館、公共安全、娛樂設施、公共衛生、供水和福利服務 。
紐約市的行政區劃相當特別，雖然紐約市歸屬紐約州管轄，然而它卻擁有五個行政區。而每一個行政區都對應到紐約州行政區劃下的一個虛級郡，也就是說，名義上紐約市和紐約州都直接管轄這五個行政區，然而實際上管轄這些行政區的為紐約市政府，紐約州政府僅有虛級單位管轄。而這些行政區在紐約州的行政區劃下則有不同名字，如紐約市的曼哈頓區即為紐約州的紐約郡、皇后區是皇后郡、布魯克林區是金斯郡、布朗克斯區是布朗克斯郡，而史泰登島區是里奇蒙郡。1898年紐約市合併成如今的樣子時，所有先前其範圍內的市政府與郡政府都廢止，以形成如今的這五個行政區以及一個集權化、統一的市政府。然而，每個郡仍保留自己的地方檢察官來起訴罪案，大多數的法院由郡政府控管。

## 行政部門
紐約市政府行政部門由市長、各局處，和各類委員會等眾多部門組成，市長任命幾名副市長領導行政分支中的各部門。《The City Record》是一份在每個工作日（除法定節假日外）出版的官方期刊，內容包括各城市機構的法律聲明，而各種法規編編纂在《紐約市法規彙編》中。

### 市长

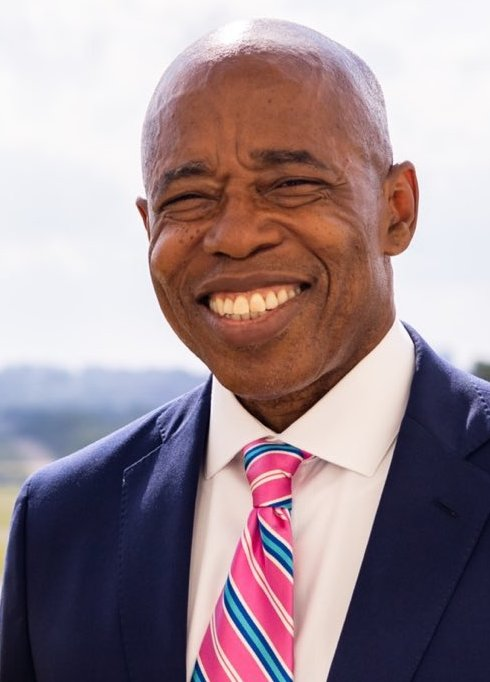
現任市長艾瑞克·亞當斯

紐約市市長是城市的行政首長，也是一名地方長官，有權任免所有的非選舉產生的官員，且除法律另有規定外，可以行使各項權力，並負責市政府積極且正當地運作。市長直接民選產生，任期4年，最多連任2屆（最多擔任市長職務三次）。

## 其他市级办公室
市长、公共議政員，审计长是唯一三个直接选举产生的纽约市政府官员。

### 公共議政員
公共議政員是一個由人民直選的職位，在社區關係方面產生官員，負責緩和公眾與政府關係，調查對市政府機關的投訴，調解市政府機關與市民之間的爭端，並就社區關係向市長提供建議。公共議政員是市議會中的一名議員，公共議政員是市長繼任順序中排第一位。

### 审计长
审计长對所有城市機構進行績效和財務審計，受託城市五項公共社保基金，共計近1600億美元，對城市的預算財政情況進行全面監督，審查城市之間的合約以確保其公平性、合理性及財務合規性，針對城市提出的賠償，公平、高效、有效地解決，在法定工資制定過程中確保其透明性和責任並執行現行工資和生活水平法案。審計長在申訴專員之後，在市長繼任順序中排名第二。

## 立法部門
紐約市議會擁有紐約市的立法權，紐約州憲法賦予地方政府採用地方法律的權力。

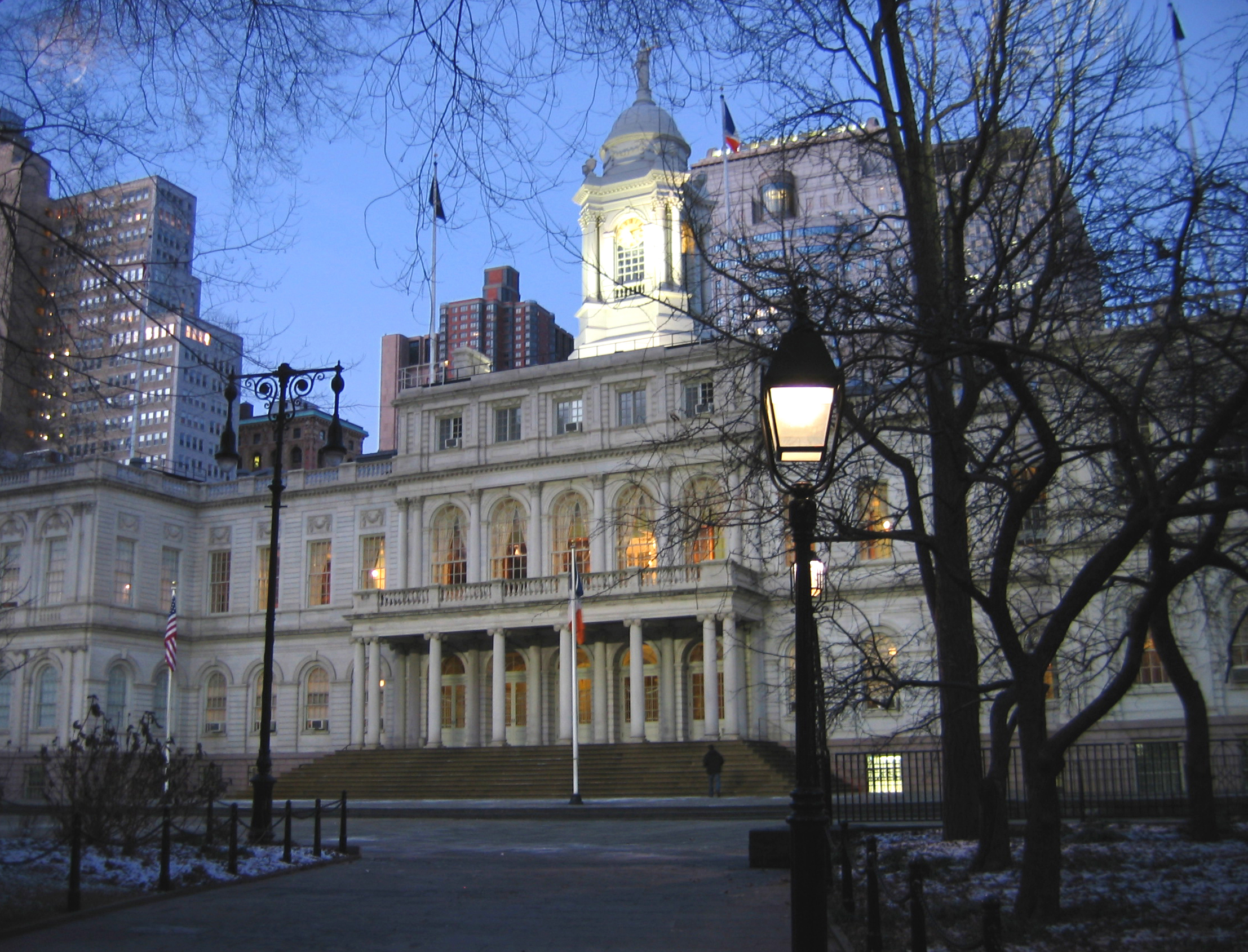
紐約市政廳，市政府所在地。

紐約市議會是一個包括51名成員的一院制議會,選區由人口界限劃分，每區大約有157, 000的人口。議員每4年選舉一次，然而在被20整除的年份舉行的人口普查後，選區重新劃分，議員任期分為兩屆，每屆為兩年，而第二屆在重新劃分後的選區中進行。議長由51名議員互選產生，通常被認為是市長之下第二最具權力的職位。
由簡單多數制通過的法案須交給市長，由其簽署正式成為法律。 如果市長否決，議會可在30天內以三分之二多數決推翻 該否決。地方法律有與紐約州議會頒布的法律一樣的地位（受某些例外和限制），並高於早先的市級立法如條例、決議、法規和規章。法典化的紐約市地方法，記錄在紐約市行政法典中。
隸屬於議會的幾個委員會，監督市政府的多項職能。每名議員至少在3個常委會、特別委員會或分會中任職。常委會一個月至少召開一次。依職權來說，議長、多數黨領袖、少數黨領袖是各委員會的當然委員。

## 司法部門
紐約市法院系統包括2個市級法院、刑事法庭和民事法庭，和幾個州的法院、最高法院、遺囑法院、家事法院。與紐約州的其他地方不同，紐約市各郡沒有特別設置各郡的法院。紐約市各郡中直接設有州法院。
紐約市刑事法院的工作是在處理微罪（通常懲罰是罰鍰或關押一年以下的罪案）、較輕的罪行、進行傳訊（逮捕後的首次出庭）及重罪的初步聽證。

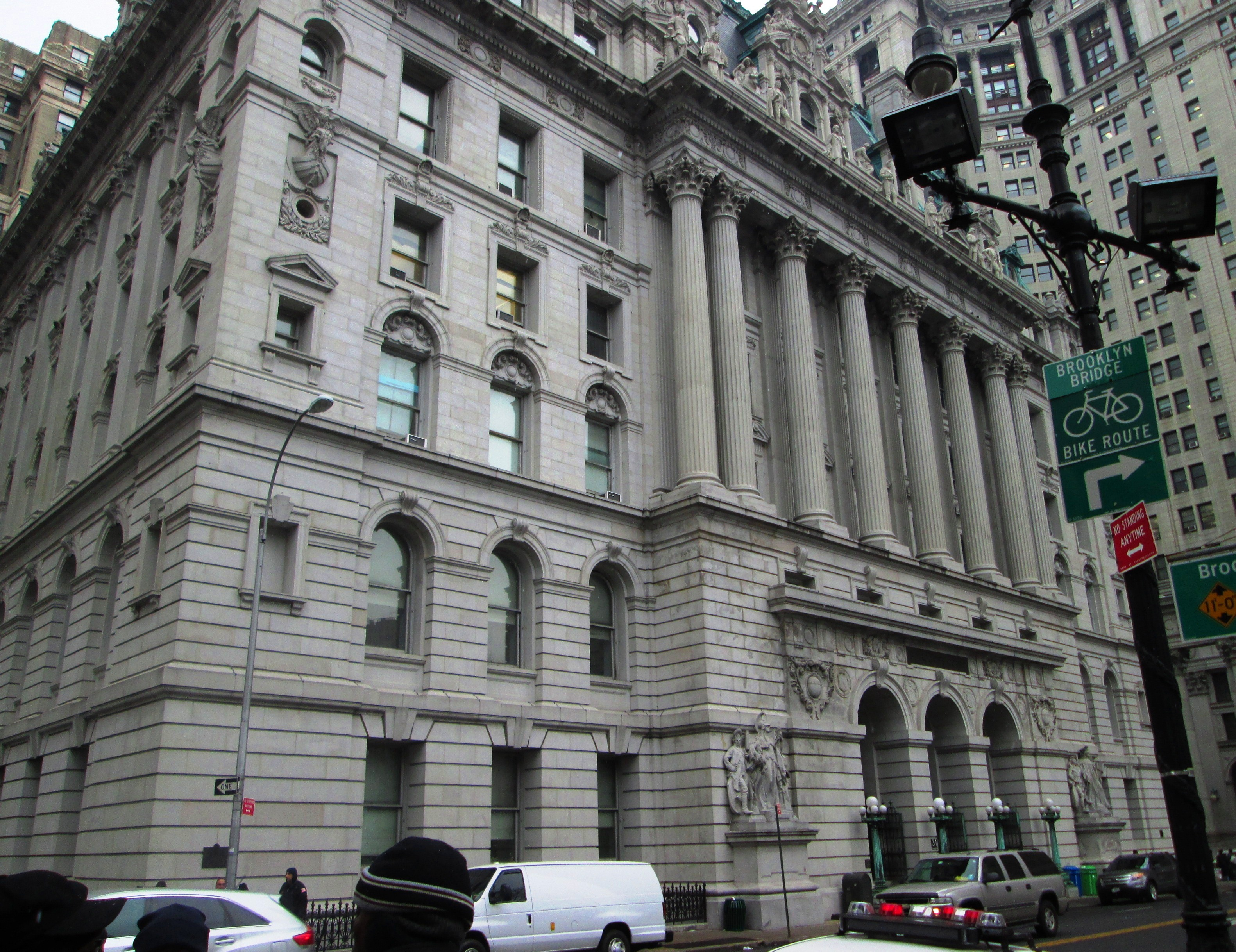
紐約郡的代辦法庭。

纽约市民事法院的工作是在處理訴訟不超過25,000美元的索賠、不超過5,000美元的小額訴訟像是房東房客糾紛及其他州最高法院指定的案件。紐約法院的工作百分之二十五均由其完成。
還有幾個法庭在郡和郡的相鄰邊界的州法庭。紐約州的最高法院是擁有一般管轄權的審判法庭，在紐約市中審理重罪和重大民事糾紛（（較輕的刑事和民事案件分別在紐約市的刑事法院和民事法院）。紐約州的家事法庭負責處理有關家庭和小孩子的案件。紐約州的代辦法庭則為負責處理遺囑、遺產的法院。

## 郡、行政區和地方政府
紐約市是由五個行政區所組成，五個行政區裡面共有五十九個行政分區。

### 地方检察官
紐約市的五個郡每四年會舉辦選舉，選出一位任期四年的地方檢察官，負責起訴郡法庭有權審理的所有重罪和輕罪。

### 政党
選舉法規定政黨的結構並要求各個政黨成立郡級委員會（和一個州級委員會）。郡級委員會至少要由各選區（包含最多950-1,150的已註冊選民）中選出兩名，以及由各州議員選區中選出兩名，共同組成。

### 行政区区长

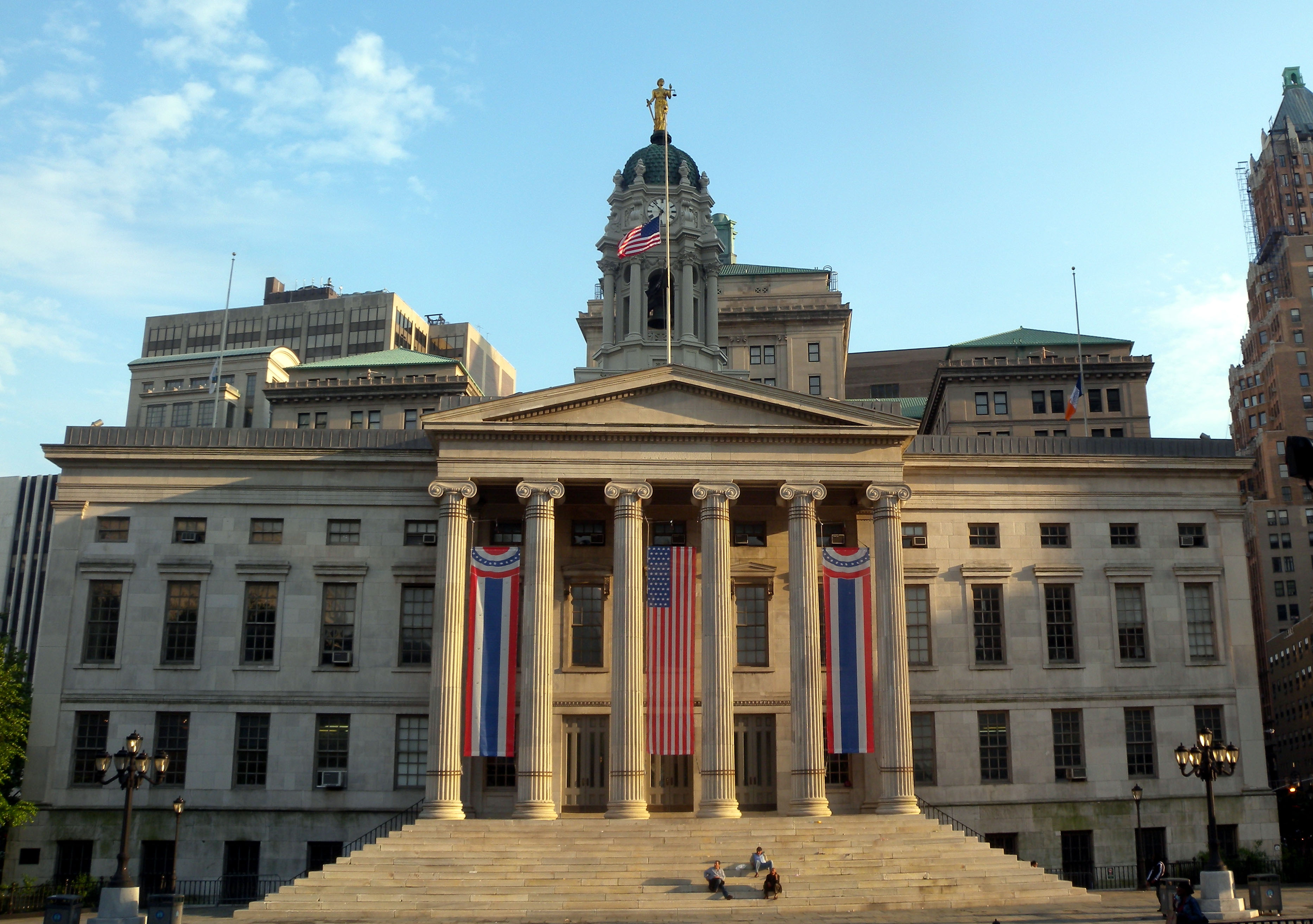
布魯克林區政廳

五個行政區當中，各设區長一人，由選舉產生。他可以提案立法、推行基礎建設項目、舉辦有關公眾事務的聽證會、向市長和其他首長提出建議、為了確保公眾利益而在土地利用規劃和公共服務合約的績效等方面提出建議。

### 行政区管理会
五個行政區當中，各有一個管理會。他們是由行政區區長、該區選舉產生的議員、各社區管理會的主席所組成。根據法律細則，行政區管理會可以舉辦公開或非公開的聽證會，準備廣泛並且有特定目的的計畫，對於土地使用規劃提出建議 。他同時也可以調解兩個或多個社區之間的爭端、提交一份全面的有關支出和預算有限及需求的聲明、評估資本發展情況及機構提供服務質量及其他有關行政區需求的事項。

### 行政分區管理委員會
五十九個行政分區，各設有社區管理委員會，每個管理委員會最多會有五十名委員。行政區區長每年會任命得票數過半的人作為委員，任期是兩年。其中，一半的委員在行政區區長決定下選出，另一半由代表社區（指選區占該社區的一部分）的議員(他們的任期是無限制)提名產生。另外，所有代表社區(指選區占該社區的一部分)的市議員是無選舉權的，依職權來說，他們是管理會成員。社區管理會可以召開公開或不公開的聽證會，並針對任何有關於該社區及其居民利益的事項展開調查，可以要求機構代表出席，準備陳述及資金，和對土地使用規劃提出建議。

## 纹章
紐約市市徽的最初設計是在1686年通過，上面刻著SIGILLVM CIVITATIS NOVI EBORACI，意思是「紐約市市徽」。 埃伯拉肯是「York」的羅馬名，它是約克公爵詹姆斯二世的頭銜。左右兩位擁護者代表著那哥塔民族（NakotaNations，即印地安人）和殖民者的團結，四個風車片會令人想起之前荷蘭殖民紐約（新阿姆斯特丹）的統治歷史，城市最早的貿易貨物海狸和麵粉桶（參見紐約市歷史）。市徽上方的頂飾是美國老鷹是在美國獨立戰爭之後才加到紋章上的。紋章底部的「1625」，是指該市的建立時間。
紐約市市旗在1915年開始採用。藍、白、橙色帶代表1620至1660年此地（當時為新阿姆斯特丹）上空飄揚的荷蘭旗。旗幟中間是紐約市的紋章。
市長辦公室有自己的旗幟，和紐約市的旗幟是同樣的設計，但是它加上一顆代表五個行政區的藍色五角星。